# Mines terrestres en Tchétchénie
 (Décembre 2020).
 (octobre 2024).
Les mines terrestres en Tchétchénie font référence aux mines posées par les combattants russes et tchétchènes pendant les première et deuxième guerres de Tchétchénie. En 2004, la Tchétchénie était la région du monde la plus touchée par les mines terrestres.
Selon l’UNICEF, plus de 500 000 engins explosifs sont disséminés en Tchétchénie. Depuis la première guerre de Tchétchénie jusqu'en 2002, environ 10 000 personnes ont été tuées ou blessées, dont 4 000 femmes et enfants, à cause d'engins explosifs.

## Histoire
Les forces russes ont déployé des mines antipersonnel à partir d’avions, d’hélicoptères et de roquettes, créant de vastes étendues de terres minées, non balisées et non clôturées. Ce minage dispersée a eu lieu en 1999 et 2000. En outre, seulement la moitié des armes à sous-munitions larguées en Tchétchénie ont explosé.
Des zones urbaines (y compris des bâtiments civils dans la capitale Grozny), des villages, des routes, des champs, des bois, des sentiers de montagne, des ponts et des rivières ont été minés. Quatre-vingt pour cent des champs de mines n’étaient pas signalés. Les zones les plus minées sont celles où les rebelles continuent de résister, à savoir les régions du sud et les frontières de la Tchétchénie.
Aucune opération de déminage humanitaire n’a eu lieu depuis que le HALO Trust a été expulsé en décembre 1999, après que le gouvernement russe a accusé l’organisation d’espionnage et arrêté certains de ses employés. En juin 2002, Olara Otunnu, Représentant spécial des Nations Unies pour les enfants et les conflits armés, estimait qu’il y avait 500 000 mines terrestres placées dans la région.
En 2003, un groupe de surveillance a affirmé que davantage de personnes avaient été tuées par des mines terrestres en 2002 que partout ailleurs dans le monde. La Campagne internationale pour l'interdiction des mines terrestres a rapporté que 2 140 personnes ont été tuées en 2001, chiffre qui a plus que doublé en 2002, pour atteindre 5 695 personnes.
Le 4 avril 2006, l'UNICEF et la Commission européenne ont déclaré dans une déclaration conjointe publiée à Moscou que plus de 3 030 personnes ont été mutilées ou tuées par des mines terrestres au cours de la deuxième guerre de Tchétchénie (le 4 avril marquait la première Journée internationale de sensibilisation aux mines). L'UNICEF a recensé 2 340 victimes civiles dues aux mines terrestres et aux munitions non explosées en Tchétchénie entre 1999 et fin 2003.
En mars 2007, un responsable du gouvernement tchétchène a déclaré que « le nombre total de personnes victimes des explosions de mines en Tchétchénie était de 3 067, dont 573 femmes (100 cas mortels), 2 494 hommes (604 tués) et 754 enfants, dont 131 tués par les explosions de mines. ». Selon Gazeta.ru, plus de personnes souffrent des mines en Tchétchénie qu'en Afghanistan[réf. nécessaire].
En 2012, l’armée russe a commencé à nettoyer la Tchétchénie. Entre 2012 et 2017, plus de 13 000 hectares de terres ont été défrichés par les ingénieurs militaires. On estime que 10 000 objets explosifs ont été détruits.